# دانشگاه اسلاو باکو
دانشگاه اسلاو باکو یکی از دانشگاهای دولتی جمهوری آذربایجان است.